# Вервольф (ополчение)
Верво́льф (нем. Werwolf — волк-оборотень) — немецкое ополчение для ведения партизанской войны в тылу наступающих войск противника, созданное в самом конце Второй мировой войны. Оно также было задействовано при обороне городов. Формировалось по типу Фольксштурма в основном из стариков и подростков в возрасте 14—16 лет. Ополченцы проходили краткий курс начальной военной подготовки, оказания медицинской помощи, использования местности для ведения боевых действий и диверсионной тактики ведения боевых действий. Официально было упразднено и распущено преемником Гитлера Карлом Дёницем.

## «Бюро Прютцмана»
19 сентября 1944 года обергруппенфюрер СС Рихард Хильдебрандт пишет докладную записку на имя Гиммлера, в которой предлагается создать партизанский отряд СС, который бы действовал в тылу наступающей Красной армии. В записке впервые употребляется слово «вервольф», которое заимствовано, скорее всего, из одноименной романтической саги Германа Лёнса (сага вышла в 1910 году; повествует о жизни и борьбе партизанского отряда XVII века, действовавшего в районе Люнебургской пустоши). Поскольку роман стал одним из главнейших произведений литературы в направлении «фёлькише», его тиражи были на втором месте в нацистской Германии после «Майн Кампф».
Рейхсфюрер Гиммлер поручает обергруппенфюреру СС Гансу-Адольфу Прютцману, наделив его особыми полномочиями, формирование боевых отрядов «вервольфа». Опыт Прютцмана, полученный им в результате «работы» на оккупированных землях Украины, а также хорошее знание родного для него района Восточной Пруссии помогло ему в этой работе.
Прютцман создал так называемое «Бюро Прютцмана», расположенное в предместьях Берлина.

### Структура «Бюро Прютцмана»
- начальник штаба — (нем. Chef des Stabes) — штандартенфюрер СС Карл Чиршки
- начальник штаба — (нем. Chef des Stabes) — бригадефюрер СС Вальтер Опландер
- общие вопросы по обучению и техническому обеспечению — (нем. Werwolf-Training Amt) — бригадефюрер СА Зибель
- специалист СС по вопросам пропаганды — штандартенфюрер СС Гунтер Д’Алкен
- кадровые вопросы — (нем. Werwolf-Personel-Amt) — штандартенфюрер СС Коттхаус
- отдел обеспечения — (нем. Werwolf-Nachrichten Abteilung) — гауптманн полиции Швайцер
- участие женщин в «вервольфе» (нем. Werwolf-Weiblich Abteilung) — фрау Майш (присоединилась весной 1945).
- сотрудничество с частями вермахта — (нем. Vertreter) генерал-лейтенант Юппе[2]
- санитарный батальон — (нем. Werwolf-Sanität Abteilung) — доктор Херт

## Структура организации
Структура отрядов и подчинение:
- Зухгруппен — группа поиска
- Шпренггруппен — группа подрыва
- Мельдунгенгруппен — группа информации
- Ауфклерунгсгруппен — разведывательная группа
- Инсурггруппен — организация восстаний

## Деятельность
Согласно воспоминаниям самих участников войны, немецкое радио сообщило о начале действий организации 2 апреля 1945 года.
Внутри рейха практически сразу обнаружились соперники данной структуры, которые захотели создать параллельные организации или поставить существующие под свой контроль. Непосредственно в СС было две структуры — «Вервольф» и подразделение под командованием Отто Скорцени, называвшееся «Охотничий отряд СС» (нем. SS-Jagdverbände). Число подобных организаций могло вырасти до трёх, если бы был воплощён в жизнь совместный проект создания силами гестапо и СД подразделения, известного как «Бундшу».
В последние дни войны организацией распространялись письма и листовки с угрозами в адрес тех, кто отказывался поддерживать их и содействовать им: «Мы покараем каждого изменника и его семью. Наша месть будет смертоносной!».
«Превратим день в ночь, а ночь — в день! Бей врага, где бы ты его ни встретил! Будь хитрым! Воруй у врага оружие, боеприпасы и продовольствие! Немецкие женщины, помогайте борьбе „Вервольфа“, где это только возможно!»
Согласно воспоминаниям Маршала Советского Союза Василия Чуйкова, стандартной тактикой «вервольфов» были следующие действия: спрятавшись в руинах зданий или используя для этого сложный рельеф местности, они пропускали вперёд себя колонну советских войск, после чего выстрелами из фаустпатрона подбивали первую и последнюю машины. После этого «вервольфы» сразу же начинали расстреливать спешившихся солдат, которые лишились возможности совершить быстрый манёвр.
В своём первом выступлении в качестве преемника на посту фюрера адмирал Карл Дёниц приказал всем членам «Вервольфа» прекратить боевые действия и сложить оружие. Его приказ был исполнен не всеми отрядами.

## Список известных боевых акций
- Весной 1945 года было взорвано несколько мостов в Вестфалии.
- 1 апреля 1945 года на пути из Милена в Беттендорф подорвался американский грузовик.
- 13 апреля 1945 года отряд Верфольфа напал на мастерские в районе Литцендорфа.
- 18 апреля 1945 в одном из сёл был обстрелян американский джип: водитель был ранен в плечо, а офицер, ехавший на машине, убит.
- 10 мая 1945 в Кляйнберге был застрелен американский сержант.
- 15 мая 1945 в районе ботанического сада убиты 3 красноармейца.
- 17 мая 1945 с развалин на Берлин-штрассе застрелен советский офицер.
- В середине мая в Комотау под откос был пущен поезд, в котором ехали расформированные отряды чешских партизан.
- 20 мая 1945 в засаду попали шесть американских офицеров.
- В июне 1945 в Ольсе убито трое советских солдат.
- 16 июня 1945 в Берлине погиб военный комендант города генерал Николай Берзарин, по официальной версии причиной гибели стало ДТП, но согласно некоторым сведениям его смерть вполне могла быть спланированной акцией «Вервольфа».
- 3 июля 1945 на дороге Бесков-Миксдорф убиты 3 военнослужащих Красной Армии и бургомистр деревни Миксдорф.
- 13 июля 1945 группа из 11 человек обстреляла военную комендатуру Гросс-Бейштер.
- В июле 1945 года «вервольфы» совершили набег на лагерь военнопленных, базировавшийся в Хёрзерреде (Дания).
- 17 июля 1945 был застрелен польский солдат, патрулировавший улицы Бреслау.
- 18 июля 1945 в Саксонии была подготовлена авария поезда с демонтированным оборудованием.
- В ночь на 23 июля 1945 атакована железнодорожная охрана у Потсдамского моста.
- В июле 1945 года в Бунцлау на воздух взлетел дом, где остановились на постой девять красноармейцев.
- 21 июля 1945 в Бунцлау было убито шестеро поляков, в том числе чиновники новой администрации и несколько милиционеров. Среди погибших оказался новый глава города Болеслав Кубик, видный член Польской социалистической партии.
- В августе 1945 года в Вене и пригородах прогремело несколько взрывов — были взорваны зал, где собирались местные коммунисты, и электрическая подстанция.
- Ночью на 12 августа 1945 года был уничтожен товарный поезд в тюрингском городке Мюльхаузен.
- В декабре 1945 в Мерсенбурге был обстрелян советский патруль.
- В 1946 году в Берлинской администрации произошел взрыв, при котором погибло и было ранено 15 человек.

## Результативность
Существует точка зрения, что «Вервольф» был во многом скорее пропагандистским мифом, и что в действительности этими формированиями не было произведено ни одного серьёзного действия, что не соответствует действительности.
Возможно, наиболее известной результативной акцией «Вервольфа» является убийство бургомистра Ахена Франца Оппенхофа 25 марта 1945 года. Оппенхоф был назначен американцами первым послевоенным бургомистром Ахена, после чего Генрих Гиммлер отдал приказ о его убийстве. Убийство Оппенхофа привело к значительному уменьшению количества желающих работать в гражданских администрациях, создаваемых на территориях, оккупированных антигитлеровской коалицией. В октябре 1945 года Лаврентий Берия докладывал Сталину о ликвидации 359 предполагаемых групп «вервольфа», из которых 92 группы (1192 человека) были ликвидированы в одной только Саксонии. Донесения советских спецслужб о разгроме немецких партизан продолжались и в 1946, и в 1947 году.
Считается, что массового национального сопротивления в оккупационных зонах Германии не получилось, но отдельные группы ещё долго продолжали борьбу с оккупационными войсками антигитлеровской коалиции. На бывших землях рейха, после войны переданных соседним странам, партизанская война, организованная «вервольфами», поначалу не уступала сопротивлению, оказанному в самом центре Германии. Это обстоятельство привело к массовым высылкам немецкого населения из Польши и Чехословакии. Действовал «Вервольф» и за пределами Германии: Южном Тироле, Судетах, Эльзасе. Во всех этих случаях (за исключением Дании) активно использовался так называемый «менталитет пограничья», который может интерпретироваться как постоянный конфликт между двумя национальностями, одна из которых оказалась оторванной от своей большой Родины. Под конец войны единственно действенным лозунгом оставался призыв к спасению Родины и ею часто становилась именно своя «малая родина», чья оккупация вызывала резкий всплеск патриотизма, этот процесс находил своё наиболее яркое проявление в пограничных областях. Идеалы «Тысячелетнего Рейха» постепенно преобразовались в идеи регионального немецкого национализма. Дольше всего это продержалось на территории Италии в Южном Тироле, где подавляющее большинство составляло немецкое население, которое было возмущено насильственной ассимиляцией с итальянской культурой и поддерживало деятельность «вервольфов», а созданный там Комитет освобождения Южного Тироля действовал до 1960-х годов.